# سنجاي كول
سنجاي كول (بالإنجليزية: Sanjay Kaul)‏ هو سياسي هندي، ولد في 4 أغسطس 1961 في دهرادون في الهند. حزبياً، نشط في بهاراتيا جاناتا.